# Pallacanestro Femminile Umbertide 2013-2014
Questa voce raccoglie le informazioni riguardanti la Pallacanestro Femminile Umbertide nelle competizioni ufficiali della stagione 2013-2014.

## Stagione
La stagione 2013-2014 della Pallacanestro Femminile Umbertide è stata la sesta consecutiva disputata in Serie A1 femminile.
Sponsorizzata dalla Acqua&Sapone, la società umbra si è classificata al terzo posto, perdendo la semifinale dei playoff.

## Verdetti stagionali
Competizioni nazionali
- Serie A1:

stagione regolare: 3º posto su 11 squadre (14-6).
play-off: sconfitta in semifinale contro Ragusa (1-3).
- Coppa Italia:

semifinale persa contro Schio.

## Rosa
|    | Naz.                   | Ruolo | Sportivo                | Anno | Alt. |  |       |
| -- | ---------------------- | ----- | ----------------------- | ---- | ---- |  | ----- |
|    | Italia (bandiera)      | P     | Ada Puliti              | 1985 | 174  |  | [ 1 ] |
| 4  | Italia (bandiera)      | PG    | Chiara Consolini        | 1988 | 182  |  |       |
| 5  | Italia (bandiera)      | P     | Gaia Gorini             | 1992 | 178  |  |       |
| 6  | Italia (bandiera)      | P     | Giulia Margaritelli     | 1997 |      |  |       |
| 7  | Italia (bandiera)      | G     | Maria Chiara Ortolani   | 1997 | 178  |  |       |
| 8  | Italia (bandiera)      | G     | Martina Cristofani      | 1996 |      |  |       |
| 8  | Italia (bandiera)      | G     | Marta Ceccaroni         | 1995 |      |  |       |
| 9  | Italia (bandiera)      | C     | Veronica Dell'Olio      | 1993 | 190  |  | [ 2 ] |
| 9  | Italia (bandiera)      | A     | Elisabetta Linguaglossa | 1987 | 184  |  | [ 3 ] |
| 10 | Italia (bandiera)      | P     | Caterina Dotto          | 1993 | 165  |  |       |
| 11 | Lettonia (bandiera)    | AC    | Aija Putniņa            | 1988 | 165  |  |       |
| 12 | Stati Uniti (bandiera) | C     | Chante Black            | 1985 | 196  |  |       |
| 13 | Stati Uniti (bandiera) | P     | Ashleigh Fontenette     | 1989 | 172  |  |       |
| 14 | Italia (bandiera)      | AC    | Chiara Villarini        | 1996 | 186  |  |       |
| 19 | Stati Uniti (bandiera) | A     | Karisma Penn            | 1991 | 188  |  |       |
| 20 | Italia (bandiera)      | A     | Lavinia Santucci        | 1985 | 185  |  |       |
|    | Italia (bandiera)      | AC    | Federica Tognalini      | 1991 | 182  |  | [ 4 ] |